# MISRA C
MISRA C è un insieme di linee guida di sviluppo software per il linguaggio di programmazione C sviluppato da MISRA (Motor Industry Software Reliability Association).
Il suo scopo è di facilitare la sicurezza, la portabilità e l'affidabilità del codice nel contesto dei sistemi embedded, specificatamente quei sistemi programmati in ISO C. C'è anche un insieme di linee guida per MISRA C++.
MISRA si è evoluto come un modello accettato ampiamente di buone pratiche da sviluppatori del settore aerospaziale, delle telecomunicazioni, strumenti medicali, della difesa, ferroviario, e altri. MISRA C non è uno standard open, i documenti delle linee guida devono essere comprati dagli utenti.